# Cantó de Manzac
El cantó de Manzac és un cantó francès del departament del Puèi Domat, situat al districte de Riam. Té 10 municipis i el cap és Manzac.

## Municipis
- Les Ancizes-Comps
- Charbonnières-les-Varennes
- Charbonnières-les-Vieilles
- Châteauneuf-les-Bains
- Loubeyrat
- Manzat
- Queuille
- Saint-Angel
- Saint-Georges-de-Mons
- Vitrac

## Història
| Data d'elecció                           | Identitat     | Partit                    | Qualitat |
| ---------------------------------------- | ------------- | ------------------------- | -------- |
| 1961-1967                                | Victor Mazuel | Divers gauche             |          |
| 1967-1979                                | Jean Cosson   | RI UDF                    |          |
| 1979-2004                                | André Neyrat  | PS                        |          |
| 2004-                                    | Alain Escure  | PS, després Divers gauche |          |
| les dades anteriors no són pas conegudes |               |                           |          |
|                                          |               |                           |          |

## Demografia
| 1962  | 1968  | 1975  | 1982  | 1990  | 1999  | 2007  |
| ----- | ----- | ----- | ----- | ----- | ----- | ----- |
| 9.070 | 9.528 | 9.425 | 9.748 | 9.806 | 9.514 | 9.942 |